# Strafrecht (België)
Strafrecht, in België, is het geheel van rechtsregels waardoor bepaalde handelingen strafbaar worden gesteld (materieel strafrecht), met aanvullend de procedureregels volgens dewelke het materieel strafrecht wordt toegepast (formeel strafrecht, ook wel strafprocesrecht genoemd). 

Het materieel strafrecht omvat het Strafwetboek van 5 oktober 1867, de complementaire wetten alsook allerlei bijzondere wetten en in feite alle rechtstakken die strafbepalingen bevatten, met name ook het fiscaal recht en sociaal recht.

## Misdrijf

### Omschrijving van een misdrijf
Een misdrijf is een gedraging die door de wet omschreven is en waarop een straf is gesteld. 
 Het kan gaan om positieve gedragingen (daden, handelingen) of negatieve gedragingen (onthoudingen, verzuimen). Deze gedragingen dienen door de wet omschreven te zijn. Bovendien kan er alleen maar sprake zijn van een misdrijf, wanneer de wet er een straf op stelt. (een gevangenisstraf, geldboete, verbeurdverklaring...)

### Bestanddelen van een misdrijf
| Voorwaarde            | Verklaring |
| Materieel bestanddeel | Het eigenlijke (waarneembare) gedrag telt, niet de misdadige gedachte of intentie Wanneer het gaat om een begonnen maar niet voltooid misdrijf, dan is dit een strafbare poging en is de straf lichter.                                                                           |
| Moreel bestanddeel    | De schuld of opzet wordt verweten of toegerekend aan de dader. - Opzettelijke misdrijven: algemeen opzet, bijzonder opzet, gans bijzonder opzet, voorbedachte rade - Onopzettelijke misdrijven: gebrek aan voorzichtigheid (onbewuste fout) of gebrek aan voorzorg (bewuste fout) |

Een misdrijf bestaat altijd uit een materieel en een moreel bestanddeel. Hierop bestaan geen uitzonderingen. In het Belgisch strafrecht kunnen geen misdrijven bestaan door het louter realiseren van het materieel bestanddeel.
Voor het bewijs van een misdrijf is slechts een impliciet moreel bestanddeel vereist: het misdrijf kan bewezen worden in de bewoordingen van de wettekst, waardoor een moreel bestanddeel niet uitdrukkelijk moet worden vermeld in de motivering aangezien het moreel bestanddeel afleidbaar is uit de realisatie van het materieel bestanddeel. De beklaagde kan dan het tegenbewijs leveren door geloofwaardig te maken dat hij niet gehandeld heeft met een moreel bestanddeel maar dat hij zich had gedragen als een normaal en voorzichtig persoon. In dat geval dient het Openbaar Ministerie het bewijs van de vervulling van het moreel bestanddeel te leveren.

### Indeling van de misdrijven volgens ernst
1. Misdaad, is het misdrijf strafbaar met een criminele straf.
2. Wanbedrijf, is het misdrijf strafbaar met een correctionele straf.
3. Overtreding, is het misdrijf strafbaar met een politiestraf.

Om te bepalen met welk soort misdrijf men te maken heeft moet men kijken naar de straf die de wet op het feit stelt.
 Deze indeling is van zeer groot belang wat betreft de grondregels en wat betreft de procesrechtelijke regels (bijvoorbeeld welke rechtbank bevoegd is).

### Verzwarende omstandigheden
Verzwarende omstandigheden zijn door wet omschreven omstandigheden die, als bijkomend element van het misdrijf, een strafverzwaring verplicht tot gevolg hebben. Voorbeeld: diefstal mét geweld.

### Rechtvaardigingsgronden
De rechtvaardigingsgronden zijn omstandigheden die aan de gepleegde feiten het karakter van misdrijf ontnemen. Ze rechtvaardigen een anders ontoelaatbaar gedrag, en zijn opgesomd in het Strafwetboek:

#### Gebod van de wet en bevel van de overheid
Artikel 70 stelt dat er geen misdrijf is wanneer het feit door de wet is omschreven en door de overheid bevolen wordt.

 Onder artikel 70 vallen bijvoorbeeld heelkundige ingrepen, boksen, een officier van de Gerechtelijke Politie die een verdachte aanhoudt en de huiszoeking door een gerechtsdeurwaarder. De toestemming van het slachtoffer zelf is geen rechtvaardigingsgrond.

#### Wettige verdediging (noodweer)
De strafwet verleent in bepaalde gevallen het recht geweld te gebruiken als noodzakelijke afweer tegen een aanranding gericht tegen een persoon.

Artikel 416 stelt dat er noch misdaad noch wanbedrijf is wanneer de doodslag, de verwondingen en de slagen geboden zijn door de ogenblikkelijke noodzaak van de wettige verdediging van zichzelf of van een ander.
Het gaat om een verdediging die in verhouding tot de (onrechtmatige) aanval én onmiddellijk noodzakelijk moet zijn.

#### Noodtoestand
De noodtoestand is de situatie waarin een persoon verkeert, die, geconfronteerd met een ernstig en dringend kwaad, de bepalingen van de strafwet schendt om zo hoger gestelde belangen te vrijwaren.

Voorbeeld: deur intrappen van brandend huis om inwoner te gaan redden

## Dader

### Schulduitsluitingsgronden
De schulduitsluitingsgronden zijn omstandigheden waardoor de dader geen verwijt treft, alhoewel er sprake is van een misdrijf. De dader wordt als het ware van zijn schuld ontheven.

#### Overmacht of dwang
Artikel 71 stelt dat er niet van een misdrijf wordt gesproken wanneer de dader in staat van geestesstoornis was of wanneer hij gedwongen werd door een macht die hij niet heeft kunnen weerstaan.

#### Dwaling of onwetendheid
Bij dwaling heeft de dader zich vergist of heeft hij een verkeerd begrip wat betreft de onwettigheid van het feit. 

Bij onwetendheid is er een afwezigheid van inzicht omtrent de strafbaarheid van de gedraging.

### Gronden van niet-toerekeningsvatbaarheid
- Geestesgestoorden. Zie internering.
- Minderjarigheid

## Straffen
Een straf is een leed door de wet bepaald en door de rechterlijke macht opgelegd als sanctie voor een misdrijf.

### Indeling volgens de Strafwet
1. Criminele straffen (voor een misdaad)
2. Correctionele straffen (voor een wanbedrijf)
3. Politiestraffen (voor een overtreding)

### Hoofd- en bijkomende straffen

#### Hoofdstraffen
1. Vrijheidsberovende straffen: opsluiting/hechtenis en gevangenisstraf
2. Boete
3. Elektronisch toezicht
4. Werkstraf
5. Autonome probatiestraf

#### Bijkomende straffen
Kan slechts samen met hoofdstraf uitgesproken worden
1. Boete
2. Bijzondere verbeurdverklaring
3. Ontzetting van burgerlijke en politieke rechten
4. Beroepsverbod
5. Publicatie van vonnissen en straffen
6. Afzetting
7. Terbeschikkingstelling van de strafuitvoeringsrechtbank

## Strafbepaling

### Strafvormen
- Opschorting van de uitspraak
- Uitstel van de tenuitvoerlegging van de straf
- Aan deze twee modaliteiten kunnen probatievoorwaarden gekoppeld zijn

## Burgerlijke gevolgen van het misdrijf

### Wettelijke onbekwaamheid
Bij een criminele veroordeling van levenslange opsluiting of opsluiting van 10 tot 15 jaar en langer, kan de veroordeelde het recht van beheer en beschikking van goederen verliezen. De veroordeelde blijft wel bekwaam wat zijn persoon betreft.

 Het beheer van de goederen wordt toevertrouwd aan een curator.

### Teruggave
De veroordeelde moet de ontvreemde goederen teruggeven. Indien dit niet mogelijk is moet de benadeelde een schadevergoeding vragen.

### Gerechtskosten
De gerechtskosten (dagvaarding, kosten voor oproepen getuige en voor specifieke onderzoekshandelingen) worden ambtshalve aan de veroordeelde opgelegd. Advocatenkosten zijn geen gerechtskosten.

Het kan ook zijn dat de burgerlijke partij in het ongelijk wordt gesteld en dat deze dus wordt veroordeeld de gerechtskosten te betalen.

### Schadevergoeding
Enkel nadat de benadeelde zich burgerlijke partij heeft gesteld, kan hij aanspraak maken op een schadevergoeding. Deze burgerlijke vordering wordt dan samengevoegd bij de strafvordering. 
De schadevergoeding is een sanctie geregeld door artikel 1382 van het Burgerlijk Wetboek.

Wanneer de veroordeelde niet voldoende middelen heeft om de boetes en vergoedingen te betalen wordt er een rangorde ingesteld: eerst gerechtskosten, dan het Slachtofferfonds, vervolgens de teruggave/schadevergoeding en ten slotte de geldboete.

## Andere maatregelen
Een maatregel is geen straf omdat het niet tot doel heeft leed toe te voegen aan de persoon in kwestie.
Een maatregel heeft integendeel tot doel:
- de (her)opvoeding en verzorging van de betrokkene
- de bescherming van de maatschappij
  - door isolatie van gevaarlijke individuen en hun ideeën
  - door gevaarlijke producten (drugs, wapens, ...) aan het maatschappelijk verkeer te onttrekken

## Strafrechtspleging
De strafrechtspleging wordt beschreven in het Wetboek van strafvordering van 27 november 1808 en een aantal complementaire wetten, zoals de Wet van 20 juli 1990 betreffende de voorlopige hechtenis.

### Actoren van het strafproces
- Verdachte, Dader, Mededader, Medeplichtige
- Slachtoffer (die zich kan registreren als benadeelde persoon)
- Burgerlijke partij
- Burgerlijk aansprakelijke partij
- Vrijwillig of gedwongen tussenkomende partij
- Politie: lokale politie en federale politie
- Openbaar Ministerie
- Procureur des Konings
- Onderzoeksrechter
- Onderzoeksgerechten
- Vonnisgerechten
- Strafuitvoeringsrechtbank

### Verloop van het strafproces
1) Proces-verbaal (op basis van ambtshalve vaststellingen, een klacht of een aangifte)

2) Openbaar ministerie onderzoekt
- ofwel zelf via opsporingsonderzoek
- ofwel via gerechtelijk onderzoek door een onderzoeksrechter te vorderen

3) Onderzoek is volledig
- seponeren
- voorstel tot minnelijke schikking of strafbemiddeling
- dagvaarden
  - rechtstreekse dagvaarding
  - snelrecht zonder vrijheidsberoving (ook nog: oproeping bij proces-verbaal)
  - snelrecht met vrijheidsberoving (ook nog: oproeping met onmiddellijke verschijning)

4) Onderzoek ter zitting en straftoemeting door vonnisgerecht

### Rechtsmiddelen
Tegen de beslissingen van de vonnisgerechten kan men rechtsmiddelen aanwenden:
- Verzet aantekenen
- Hoger beroep aantekenen
- Cassatieberoep

### Strafuitvoeringsvormen
- Effectieve gevangenisstraf
- Uitgaansvergunning
- Penitentiair verlof
- Strafonderbreking
- Beperkte detentie
- Elektronisch toezicht
- Voorwaardelijke invrijheidstelling
- Voorlopige invrijheidstelling

### Einde van de straf
- Normaal
- Genade
- Amnestie
- Uitwissing
- Eerherstel
- Verjaring